# Arrhenatherum album
Arrhenatherum album é uma espécie de planta com flor pertencente à família Poaceae. 
A autoridade científica da espécie é (Vahl) Clayton, tendo sido publicada em Kew Bulletin 16: 250. 1962.
Os seus nomes comuns são balanquinho, balão ou noselha.

## Portugal
Trata-se de uma espécie presente no território português, nomeadamente os seguintes táxones infraespecíficos:
- Arrhenatherum album var. erianthum - presente em Portugal Continental. Em termos de naturalidade é nativa da região atrás referida. Não se encontra protegida por legislação portuguesa ou da Comunidade Europeia.
- Arrhenatherum album var. album - presente em Portugal Continental. Em termos de naturalidade é nativa da região atrás referida. Não se encontra protegida por legislação portuguesa ou da Comunidade Europeia.